# Tegengrenite
La tegengrenite (simbolo IMA: Teg) è un minerale molto raro del supergruppo dello spinello e in particolare degli ossispinelli, nella cui famiglia occupa un posto nel sottogruppo dell'ulvöspinello; appartiene alla famiglia minerale degli "ossidi e idrossidi" con composizione chimica (Mn3+0,5Sb5+0,5)Mg2O4.

## Etimologia e storia
Nel 1988, un gruppo di ricerca guidato da Pete J. Dunn descrisse la filipstadite contenuta nei campioni provenienti dal sito minerario di Långban (Svezia). Un secondo caso di filipstadite venne descritto da Dan Holtstam e colleghi cinque anni dopo. Nei campioni provenienti dalla piccola miniera di "Jakobsberg", dove il minerale di manganese veniva estratto sporadicamente tra il 1891 e il 1918, hanno descritto un'altra fase X simile, oltre alla filipstadite, che non sono stati in grado di caratterizzare con maggiore precisione. Un campione migliore con cristalli più grandi di "fase X" è stato trovato nelle discariche della miniera dal collezionista di minerali Torbjörn Lorin di Örebro e ha permesso a Dan Holstam e Ann-Kristin Larsson di fare una descrizione precisa di questa fase nel 2000. Hanno chiamato il nuovo spinello in onore del geologo minerario finlandese-svedese Felix Tegengren (1884–1980).
La località tipo è costituita dagli skarn del giacimento di ferro e manganese di Jakobsberg vicino a Filipstad nell'area mineraria centrale svedese di Bergslagen (nel Västmanland, Svezia).
Il campione tipo del minerale è conservato presso il Museo svedese di storia naturale di Stoccolma (Svezia) con il numero di catalogo 980408.

## Classificazione
Nella Sistematica dei lapis (Lapis-Systematik) di Stefan Weiß la tegengrenite è elencata nella classe degli "ossidi e idrossidi" e lì alla sottoclasse degli "ossidi con rapporto molare metallo:ossigeno = 3:4 (spinello di tipo M3O4 e composti correlati)", dove la tegengrenite è classificata insieme a harmunite, hausmannite, hetaerolite, idrohetaerolite, iwakiite, marokite, filipstadite, wernerkrauseite e xieite, con le quali forma il sistema nº IV/B.05.
La nona edizione della classificazione dei minerali di Strunz, aggiornata l'ultima volta dall'IMA nel 2009, elenca la tegengrenite nella classe "4. Ossidi (idrossidi, V[5,6] vanadati, arseniti, antimoniti, bismutiti, solfiti, seleniti, telluriti, iodati)" e nella sottoclasse "4.B Metallo:Ossigeno = 3:4 e simili"; questa viene ulteriormente suddivisa in base alla dimensione dei cationi coinvolti, in modo che la tegengrenite possa essere trovata nella sezione "4.BB Con soltanto cationi di media dimensione" dove è l'unico membro del sistema nº 4.BB.20.
Tale classificazione viene mantenuta anche nell'edizione successiva, proseguita dal database "mindat.org", chiamata anche Classificazione Strunz-mindat.
Nel sistema di classificazione dei minerali secondo Dana, utilizzato principalmente nei paesi di lingua inglese, la tegengrenite si trova nella classe degli "ossidi e idrossidi" e quindi alla sottoclasse degli "ossidi multipli", dove il minerale può essere trovato insieme alla filipstadite nel gruppo senza nome 07.02.13 all'interno della sottosezione degli "ossidi multipli (A+B2+)2X4, gruppo dello spinello" insieme alla filipstadite.

## Chimica
La tegengrenite pura ha la composizione:
{\displaystyle {\ce {(Mn^{3+}_{0,5}Sb^{5+}_{0,5})Mg^{2+}_{2}O_{4}}}}
Per la tegengrenite proveniente dalla località tipo viene fornita la seguente composizione empirica:
{\displaystyle {\ce {(Sb^{5+}_{0,50}Mn^{3+}_{0,23}Si^{4+}_{0,06}Ti^{4+}_{0,04}Al^{3+}_{0,03}Fe_{0,02}) Mg^{2+}_{1,22}Mn^{2+}_{0,82}Zn^{2+}_{0,07}O_{4}}}}

## Abito cristallino
La tegengrenite cristallizza nel sistema trigonale nel gruppo spaziale R3 (gruppo nº 148) e parametri reticolari a = 16,0285(9) Å e c = 14,8144(8) Å, oltre ad avere 42 unità di formula per cella unitaria con la struttura dello spinello.

## Origine e giacitura
La tegengrenite è stata trovata esclusivamente nei depositi di manganese come quello di Långban in Svezia. I calcari marini, presenti insieme alle rocce vulcaniche, hanno subito inizialmente alterazioni metamorfiche. Alle condizioni massime della facies anfibolitica di 2 kbar e 650 °C, si è formata inizialmente l'hausmannite. A temperature e pressioni decrescenti, la tegengrenite spesso cristallizza direttamente sulla hausmannite o si isola nella calcite.
Nella località tipo della tegengrenite, il giacimento di ferro e manganese di "Jakobsberg" vicino a Filipstad nell'area mineraria centrale svedese di Bergslagen (in Svezia), la tegengrenite èassociata a haumannite, calcite, brucite, clinohumite, dolomite, rame nativo, kinoshitalite, bindheimite, baritocalcite e cerussite.
Gli altri due depositi documentati, la miniera di Långban e la minera "Nordmark Odal", si trovano anch'essi nel comune di Filipstad.

## Forma in cui si presenta in natura
La tegengrenite si presenta sotto forma di cristalli ottaedrici rosso rubino fino a 1 mm di dimensione.